# Yushania longissima
Yushania longissima là một loài thực vật có hoa trong họ Hòa thảo. Loài này được K.F.Huang miêu tả khoa học đầu tiên năm 1982.